# 10 octobre 1948
Le dimanche 10 octobre 1948 est le 284e jour de l'année 1948.

## Naissances
- Calistrat Cuțov, boxeur roumain
- Carol Kidu, femme politique
- Eddy Angulu (mort le 21 août 2013), homme politique congolais
- Freddy Padilla de León, homme d'État colombien
- Javier Aguirresarobe, directeur de la photographie espagnol
- Luvsangiyn Erdenechuluun, homme politique mongol
- Méir Chétrit, politicien israélien
- Marc Snir, informaticien israélien et américain
- Marcella Frangipane, archéologue italienne
- Séverine, chanteuse française
- Silvio Cadelo, dessinateur et scénariste de bandes dessinées
- Zoran Aranđelović, homme politique serbe

## Décès
- Henry du Moulin de Labarthète (né le 19 mars 1900), diplomate français
- Mary DeNeale Morgan (née le 24 mai 1868), peintre impressionniste américaine
- Mary Eaton (née le 29 janvier 1901), actrice américaine
- Ray Frank (née le 10 avril 1861), responsable religieuse juive américaine
- Siegmund von Hausegger (né le 16 août 1872), chef d'orchestre, compositeur
- Ted Horn (né le 27 février 1910), pilote automobile américain

## Événements
- Sortie du livre Nuremberg ou la Terre promise de l'auteur Maurice Bardèche